# Giraffa camelopardalis giraffa
La giraffa sudafricana o giraffa del Capo (Giraffa camelopardalis giraffa (von Schreber, 1784)) è una sottospecie di giraffa presente in Sudafrica, Namibia, Botswana, Zimbabwe e Mozambico. Presenta macchie arrotondate o squadrate, alcune delle quali hanno un disegno a stella più scuro al loro interno, che arrivano quasi fino agli zoccoli.
Nel 2016, la popolazione è stata stimata a 31.500 individui in natura.

## Descrizione
La giraffa sudafricana presenta macchie scure, con bordi arrotondati e motivi a stella al loro interno di colore bruno scuro. Le macchie si estendono fin sulle gambe dove diventano più piccole e chiare. L'ossicono centrale nei maschi è meno sviluppato.

## Distribuzione ed habitat
La giraffa sudafricana si trova nel nord del Sudafrica, nel sud del Botswana, nel sud dello Zimbabwe e nel sud-ovest del Mozambico. Dopo la loro estinzione locale in vari luoghi, le giraffe sudafricane sono state reintrodotte in molte parti dell'Africa meridionale, compreso lo Swaziland. Questa sottospecie è comune sia all'interno che all'esterno delle aree protette. Le giraffe sudafricane prediligono le savane ricche di alberi di cui si nutrono, in particolare foglie, fiori, frutti e germogli di piante legnose come l'acacia.

## Tassonomia ed evoluzione
Attualmente, la IUCN riconosce una sola specie di giraffa con nove sottospecie. La giraffa del Capo, insieme alla specie in generale, erano conosciute per la prima volta dal binome Camelopardalis giraffa descritto dal naturalista tedesco Johann Christian Daniel von Schreber nella sua pubblicazione Die Säugethiere in Abbildungen nach der Natur mit Beschreibungen (I mammiferi illustrati dalla Natura con descrizioni) durante il suo viaggio a Capo di Buona Speranza nel 1784. Sebbene, si affermi anche che il naturalista olandese Pieter Boddaert descrisse e creò il nome binomiale Giraffa giraffa identificando al contempo l'esemplare nominato di dette specie con il nome ternario Giraffa camelopardalis giraffa, nel 1785.
Seguendo la descrizione di Schreber della giraffa sudafricana, diversi esemplari furono descritti da altri naturalisti e zoologi dalla fine del XVIII secolo con nomi scientifici diversi, che oggi sono tutti considerati sinonimi della Giraffa camelopardalis giraffa:
- G. giraffa capensis di Lesson, 1842
- G. giraffa australis di Rhoads, 1896
- G. giraffa wardi di Lydekker, 1904
- G. giraffa infumata di Noack, 1808

## Conservazione
L'International Union for the Conservation of Nature, l'organo che amministra l'elenco ufficiale delle specie minacciate di estinzione nel mondo, ha annunciato nel 2016 che la giraffa è passata da specie a rischio minimo a vulnerabile, nel suo rapporto della Lista rossa delle specie minacciate. Ciò significa che l'animale andrà incontro all'estinzione in natura nel futuro a medio termine se non viene fatto nulla per ridurre al minimo le minacce per gli esemplari selvatici e per il loro habitat.

## In cattività
Le giraffe sudafricane non sono molto comuni in cattività. A partire dal 2010, ci sono circa 45 giraffe che si riproducono negli zoo. A causa della drastica riduzione della popolazione di giraffe sudafricane, si è scoperto che circa 12.000 di fattorie, ranch e parchi nazionali di proprietà privata mantengono e permettono l'allevamento di questo animale, che risulta più comune in cattività anziché nel suo areale d'origine.

## Galleria d'immagini

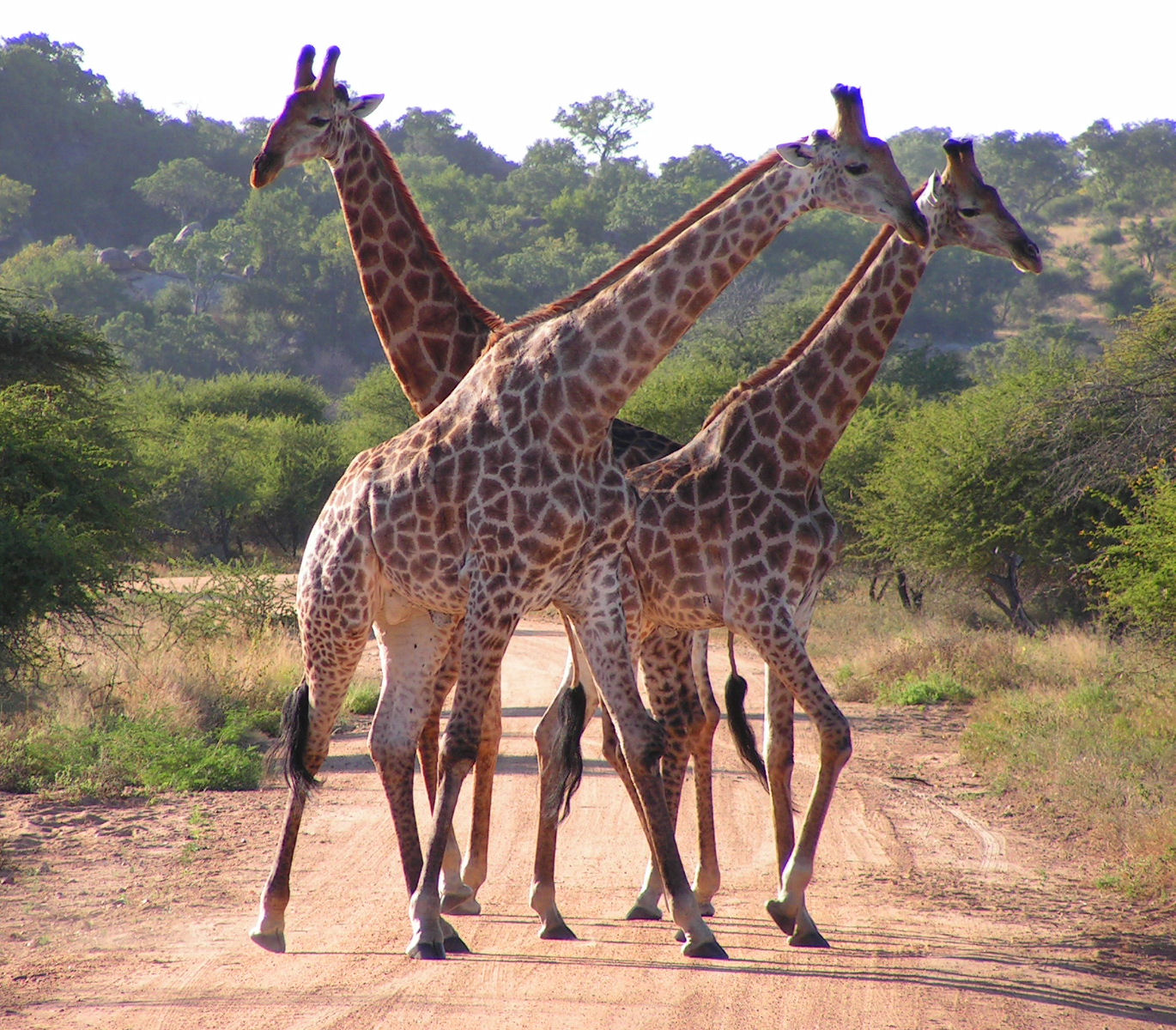
Tre maschi, due dei quali in combattimento, al Kruger National Park, Sudafrica
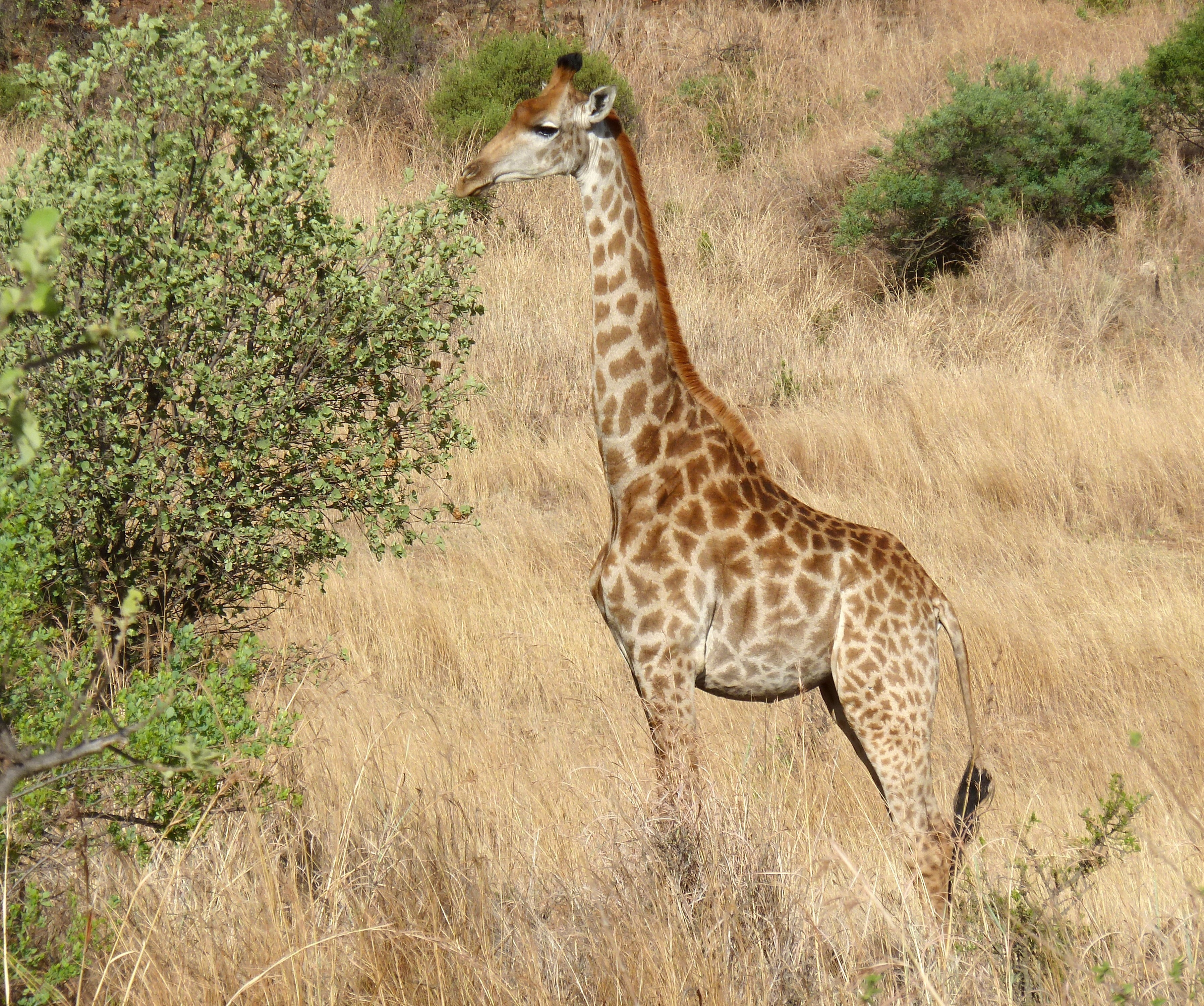
Una femmina al Groenkloof Nature Reserve
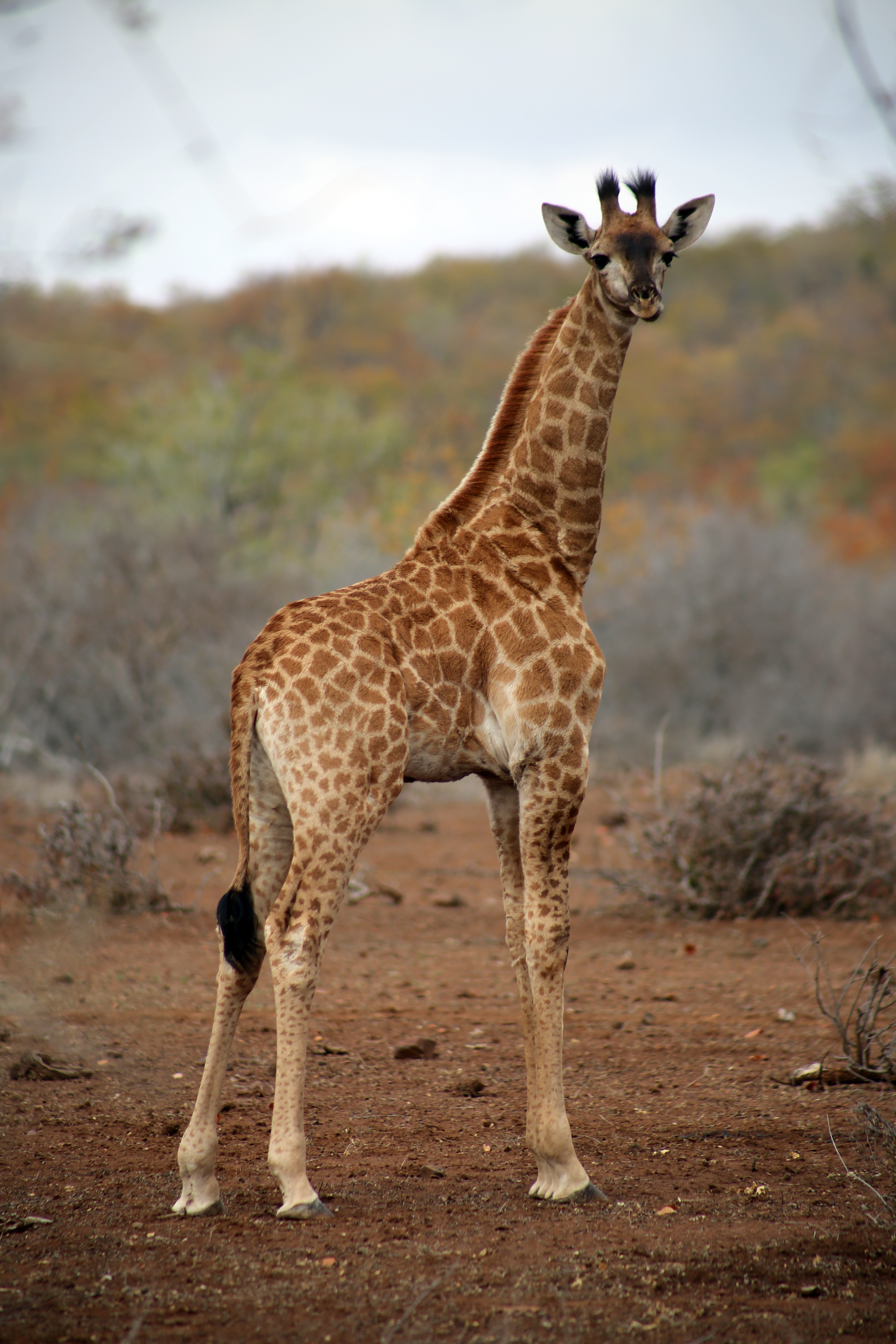
Un cucciolo al Kruger N. P., Sudafrica
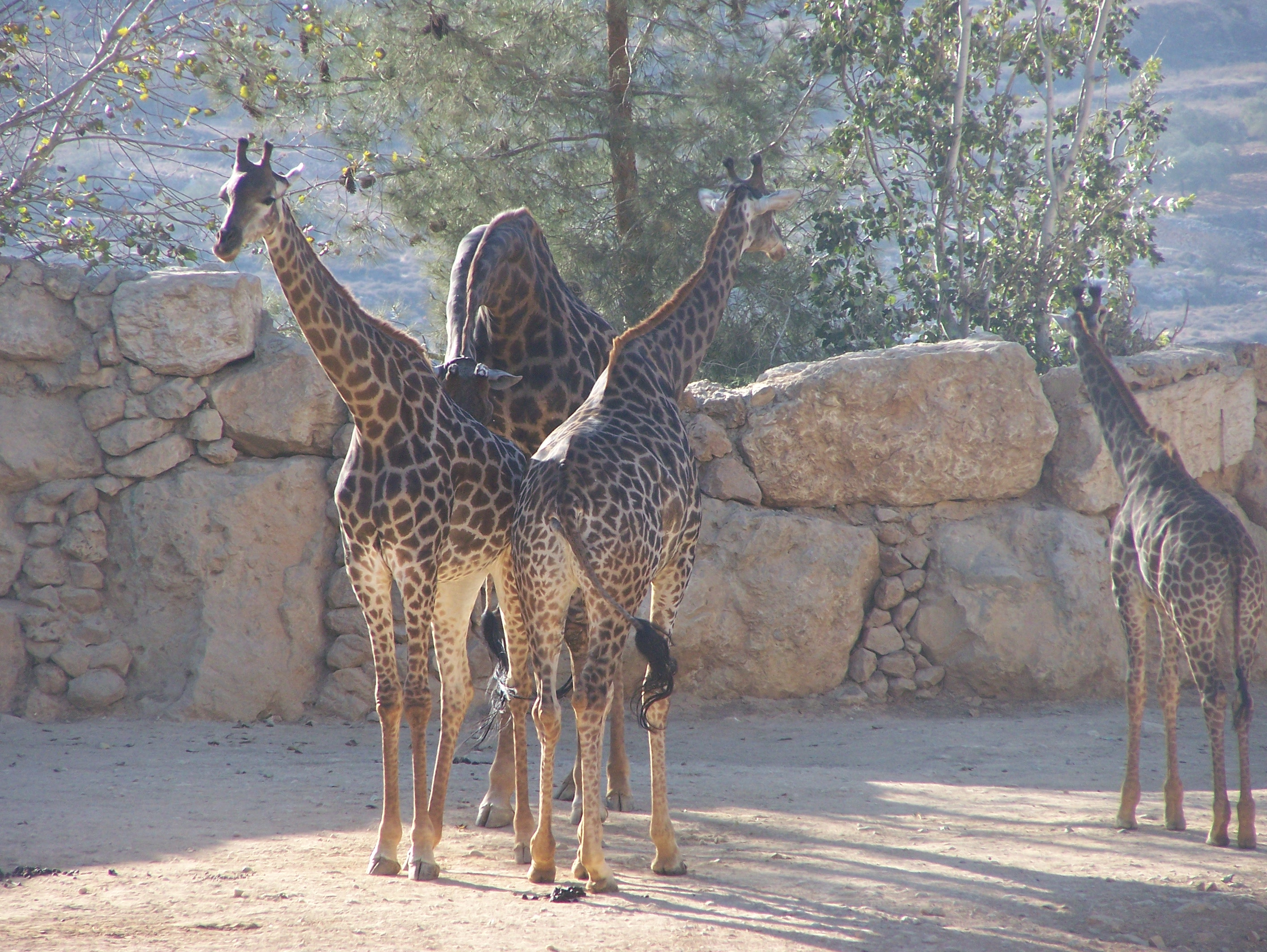
Un gruppo di giraffe sudafricane al Jerusalem Biblical Zoo